# NGC 1313

NGC 1313

NGC 1313 هي مجرة تتبع كوكبة الشبكة. اكتشفها جيمس دنلوب في 27 سبتمبر 1826.

## روابط خارجية
- NGC 1313 على موقع ويكي سكاي: DSS2, SDSS, GALEX, IRAS, Hydrogen α, X-Ray, Astrophoto, Sky Map, Articles and images